# Sportsklubben Brann 2020
Questa voce raccoglie le informazioni riguardanti lo Sportsklubben Brann nelle competizioni ufficiali della stagione 2020.

## Stagione
A seguito della promozione arrivata al termine del campionato 2019, l'Aalesund ha partecipato all'Eliteserien 2020.
A causa della pandemia di COVID-19, il 12 marzo 2020 è stato reso noto che la Norges Fotballforbund aveva inizialmente rinviato l'inizio dell'attività calcistica al 15 aprile. A seguito della decisione del ministero della cultura di vietare la ripresa delle attività fino al 15 giugno, i calendari del campionato sono stati ancora rimodulati. Il 7 maggio, il ministro della cultura Abid Raja ha confermato che l'Eliteserien sarebbe ricominciata il 16 giugno. Il 12 giugno, Raja ha reso noto che sarebbe stata permessa una capienza massima di 200 spettatori. Dal 30 settembre, la capienza è stata aumentata a 600 spettatori.
Il 10 settembre 2020, la Norges Fotballforbund – dopo diversi rinvii – ha dovuto annullare l'edizione stagionale del Norgesmesterskapet, a causa dell'impossibilità di disputare tutte le partite previste a causa della condensazione del calendario del campionato. Anche il calciomercato è stato organizzato quindi diversamente, con una sessione estiva e una autunnale.
Il 3 agosto, il Brann ha esonerato l'allenatore Lars Arne Nilsen. Cinque giorni più tardi, Kåre Ingebrigtsen è stato scelto al suo posto.
Il Brann ha chiuso la stagione al 10º posto finale. I giocatori più utilizzati in stagione sono stati Daouda Bamba, Petter Strand e Robert Taylor, tutti a quota 30 partite giocate. Bamba è stato anche il miglior marcatore con le sue 10 reti.

## Maglie e sponsor
Lo sponsor tecnico per la stagione 2020 è stato Nike, mentre lo sponsor ufficiale è stato Sparebanken Vest. La divisa casalinga è composta da un completo rosso con rinifiniture bianche. Quella da trasferta era invece completamente nera, con rifiniture fucsia.
| Casa | Trasferta |

## Rosa
| N. |                                 | Ruolo | Calciatore              |
| -- | ------------------------------- | ----- | ----------------------- |
| 1  | Norvegia (bandiera)             | P     | Håkon Opdal             |
| 2  | Estonia (bandiera)              | D     | Taijo Teniste           |
| 3  | Norvegia (bandiera)             | D     | Vegard Forren           |
| 4  | Islanda (bandiera)              | D     | Jón Guðni Fjóluson      |
| 4  | Norvegia (bandiera)             | D     | Christian Eggen Rismark |
| 5  | Norvegia (bandiera)             | D     | Thomas Grøgaard         |
| 7  | Norvegia (bandiera)             | C     | Mathias Rasmussen       |
| 7  | Ghana (bandiera)                | A     | Gilbert Koomson         |
| 8  | Norvegia (bandiera)             | C     | Fredrik Haugen          |
| 9  | Norvegia (bandiera)             | C     | Petter Strand           |
| 10 | Bosnia ed Erzegovina (bandiera) | C     | Amer Ordagić            |
| 11 | Costa d'Avorio (bandiera)       | A     | Daouda Bamba            |
| 14 | Norvegia (bandiera)             | A     | Erlend Hustad           |
| 15 | Costa Rica (bandiera)           | D     | Bismar Acosta           |
| 16 | Finlandia (bandiera)            | A     | Robert Taylor           |
| 17 | Fær Øer (bandiera)              | A     | Gilli Rólantsson        |
| 18 | Norvegia (bandiera)             | D     | Ole Didrik Blomberg     |

| N. |                      | Ruolo | Calciatore                |
| -- | -------------------- | ----- | ------------------------- |
| 19 | Norvegia (bandiera)  | D     | Jon-Helge Tveita          |
| 20 | Norvegia (bandiera)  | A     | Marcus Mehnert            |
| 21 | Norvegia (bandiera)  | D     | Ruben Kristiansen         |
| 22 | Norvegia (bandiera)  | D     | Vegard Skeie              |
| 23 | Danimarca (bandiera) | C     | Daniel Pedersen           |
| 24 | Norvegia (bandiera)  | P     | Markus Olsen Pettersen    |
| 25 | Norvegia (bandiera)  | D     | Ole Martin Kolskogen      |
| 27 | Norvegia (bandiera)  | A     | Sander Svendsen           |
| 29 | Norvegia (bandiera)  | C     | Kristoffer Barmen         |
| 30 | Comore (bandiera)    | P     | Ali Ahamada               |
| 33 | Norvegia (bandiera)  | C     | Henrik Ødemark            |
| 34 | Norvegia (bandiera)  | D     | Sondre Eide               |
| 36 | Norvegia (bandiera)  | P     | Hermann Ræstad            |
| 37 | Norvegia (bandiera)  | D     | Håvard Rinde              |
| 38 | Norvegia (bandiera)  | A     | Erlend Ottem              |
| 41 | Norvegia (bandiera)  | A     | Mikal Berg Kvinge         |
| 43 | Norvegia (bandiera)  | D     | Henrik Kjeilen Steinseide |

## Calciomercato

### Sessione estiva(dal 10/06 al 30/06)
| Arrivi | Arrivi               | Arrivi      | Arrivi        |
| R.     | Nome                 | da          | Modalità      |
| ------ | -------------------- | ----------- | ------------- |
| P      | Ali Ahamada          | Kongsvinger | definitivo    |
| P      | Ralf Fährmann        | Schalke 04  | prestito      |
| D      | Vegard Forren        | Molde       | definitivo    |
| D      | Ole Martin Kolskogen | Åsane       | definitivo    |
| D      | Jon-Helge Tveita     |             | svincolato    |
| C      | Daniel Pedersen      | Lillestrøm  | definitivo    |
| A      | Erlend Hustad        | Nest-Sotra  | fine prestito |
| A      | Marcus Mehnert       | Nest-Sotra  | fine prestito |
| A      | Robert Taylor        | Tromsø      | definitivo    |

| Partenze | Partenze                | Partenze        | Partenze      |
| R.       | Nome                    | a               | Modalità      |
| -------- | ----------------------- | --------------- | ------------- |
| P        | Ralf Fährmann           | Schalke 04      | fine prestito |
| P        | Eirik Holmen Johansen   | Kristiansund BK | prestito      |
| D        | Nicholas Marthinussen   | Notodden        | prestito      |
| D        | Vito Wormgoor           | Columbus Crew   | definitivo    |
| C        | Ruben Yttergård Jenssen | Tromsø          | definitivo    |
| A        | Veton Berisha           | Viking          | definitivo    |
| A        | Marius Bildøy           |                 | svincolato    |
| A        | Ludcinio Marengo        |                 | svincolato    |

### Tra le due sessioni
| Arrivi | Arrivi | Arrivi | Arrivi   |
| R.     | Nome   | da     | Modalità |
| ------ | ------ | ------ | -------- |

| Partenze | Partenze           | Partenze | Partenze |
| R.       | Nome               | a        | Modalità |
| -------- | ------------------ | -------- | -------- |
| D        | David Møller Wolfe | Åsane    | prestito |

### Sessione autunnale(dall'08/09 al 05/10)
| Arrivi | Arrivi              | Arrivi       | Arrivi     |
| R.     | Nome                | da           | Modalità   |
| ------ | ------------------- | ------------ | ---------- |
| D      | Ole Didrik Blomberg | Åsane        | definitivo |
| D      | Jón Guðni Fjóluson  |              | svincolato |
| D      | Vegard Skeie        | Os           | definitivo |
| C      | Mathias Rasmussen   | Nordsjælland | definitivo |
| A      | Sander Svendsen     | Odense       | prestito   |

| Partenze | Partenze                | Partenze  | Partenze   |
| R.       | Nome                    | a         | Modalità   |
| -------- | ----------------------- | --------- | ---------- |
| D        | Christian Eggen Rismark | Ranheim   | definitivo |
| A        | Gilbert Koomson         | Kasımpaşa | definitivo |

### Dopo la sessione autunnale
| Arrivi | Arrivi | Arrivi | Arrivi   |
| R.     | Nome   | da     | Modalità |
| ------ | ------ | ------ | -------- |

| Partenze | Partenze     | Partenze | Partenze |
| R.       | Nome         | a        | Modalità |
| -------- | ------------ | -------- | -------- |
| D        | Vegard Skeie | Øygarden | prestito |

## Risultati

### Eliteserien

#### Girone di andata
| Arbitro: | Saggi (Drammen) |

|                     |           |                         |
| Sandberg 60’ (rig.) | Marcatori | 50’ Taylor 90’ Pedersen |

| Arbitro: | Skjerven (Kaupanger) |

|                                  |           |  |
| Bamba 52’ Koomson 61’ Hustad 90’ | Marcatori |  |

| Arbitro: | Eskås (Oslo) |

|                            |           |                |
| Castro 30’ Friðjónsson 72’ | Marcatori | 53’, 59’ Bamba |

| Arbitro: | Hansen (Feda) |

|            |           |                       |
| Koomson 5’ | Marcatori | 45’ Hovland 90’ Holse |

| Arbitro: | Moen (Haugesund) |

|  |           |             |
|  | Marcatori | 42’ Koomson |

| Arbitro: | Eskås (Oslo) |

|                                                         |           |  |
| Junker 7’, 12’, 54’ Zinckernagel 32’ (rig.) Saltnes 34’ | Marcatori |  |

| Arbitro: | Saggi (Drammen) |

|                           |           |                     |
| Taylor 7’ Koomson 9’, 12’ | Marcatori | 23’ (rig.) Celorrio |

| Arbitro: | Aslam |

|           |           |  |
| Kaasa 53’ | Marcatori |  |

| Arbitro: | Skjerven (Kaupanger) |

|             |           |                    |
| Koomson 41’ | Marcatori | 28’ (aut.) Ahamada |

| Arbitro: | Eskås (Oslo) |

|             |           |                 |
| Koomson 73’ | Marcatori | 87’ D. Ulvestad |

| Arbitro: | Hagen (Grue) |

|                                            |           |             |
| Teniste 8’ (aut.) Mawa 54’ Mølvadgaard 90’ | Marcatori | 72’ Koomson |

| Arbitro: | Moen (Haugesund) |

|                  |           |                              |
| Barmen 9’ (rig.) | Marcatori | 31’ (rig.), 47’ (rig.) Finne |

| Arbitro: | Eskås (Oslo) |

|                 |           |                         |
| Brynhildsen 17’ | Marcatori | 12’ Pedersen 54’ Tveita |

| Arbitro: | Hagen (Grue) |

|  |           |            |
|  | Marcatori | 85’ Hellum |

| Arbitro: | Hansen (Feda) |

|  |           |                      |
|  | Marcatori | 12’ Taylor 90’ Bamba |

#### Girone di ritorno
| Arbitro: | Hobber Nilsen (Oslo) |

|            |           |          |
| Strand 33’ | Marcatori | 42’ Hove |

| Arbitro: | Hansen (Feda) |

|                                            |           |           |
| Sahraoui 4’, 35’ Kjartansson 14’, 16’, 23’ | Marcatori | 8’ Strand |

| Arbitro: | Saggi (Drammen) |

|              |           |                                    |
| Grøgaard 78’ | Marcatori | 50’, 66’ Zinckernagel 71’ J. Hauge |

| Arbitro: | Eskås (Oslo) |

|                       |           |           |
| Pellegrino 63’ (rig.) | Marcatori | 73’ Bamba |

| Arbitro: | Hobber Nilsen (Oslo) |

|           |           |                            |
| Bamba 14’ | Marcatori | 13’ Hestad 85’ Kristiansen |

| Arbitro: | Hagen (Grue) |

|                       |           |  |
| Ovenstad 13’ Twum 37’ | Marcatori |  |

| Arbitro: | Smehus Kringstad (Oslo) |

|            |           |               |
| Barmen 75’ | Marcatori | 51’ Edvardsen |

| Arbitro: | Aslam |

|                                        |           |                                  |
| Kreuzriegler 18’ Singh 61’ Jónsson 63’ | Marcatori | 60’ Taylor 69’ Strand 90’ Haugen |

| Arbitro: | Hagen (Grue) |

|            |           |                                        |
| Strand 61’ | Marcatori | 56’ (aut.) Ahamada 66’ (rig.) Sandberg |

| Arbitro: | Hansen (Feda) |

|                                 |           |                                   |
| Zachariassen 81’ Eyjólfsson 90’ | Marcatori | 22’ Taylor 23’ Bamba 46’ Svendsen |

| Arbitro: | Hafsås (Trondheim) |

|                     |           |                  |
| Bamba 36’, 44’, 61’ | Marcatori | 39’ Fiskerstrand |

| Arbitro: | Smehus Kringstad (Oslo) |

|                           |           |  |
| Berisha 17’ Ibrahimaj 66’ | Marcatori |  |

| Arbitro: | Hafsås (Trondheim) |

|            |           |                  |
| Barmen 75’ | Marcatori | 52’ Høberg Vetti |

| Arbitro: | Hobber Nilsen (Oslo) |

|             |           |            |
| Schulze 69’ | Marcatori | 60’ Strand |

| Arbitro: | Eskås (Oslo) |

|                              |           |             |
| Taylor 45’ (rig.) Tveita 71’ | Marcatori | 66’ Bakenga |

## Statistiche

### Statistiche di squadra
| Competizione | Punti | In casa | In casa | In casa | In casa | In casa | In casa | In trasferta | In trasferta | In trasferta | In trasferta | In trasferta | In trasferta | Totale | Totale | Totale | Totale | Totale | Totale | DR |
| Competizione | Punti | G       | V       | N       | P       | Gf      | Gs      | G            | V            | N            | P            | Gf           | Gs           | G      | V      | N      | P      | Gf     | Gs     | DR |
| ------------ | ----- | ------- | ------- | ------- | ------- | ------- | ------- | ------------ | ------------ | ------------ | ------------ | ------------ | ------------ | ------ | ------ | ------ | ------ | ------ | ------ | -- |
| Eliteserien  | 36    | 15      | 4       | 5       | 6       | 21      | 20      | 15           | 5            | 4            | 6            | 19           | 29           | 30     | 9      | 9      | 12     | 40     | 49     | -9 |
| Totale       | -     | 15      | 4       | 5       | 6       | 21      | 20      | 15           | 5            | 4            | 6            | 19           | 29           | 30     | 9      | 9      | 12     | 40     | 49     | -9 |

### Andamento in campionato
| Giornata  | 1 | 2 | 3 | 4 | 5 | 6 | 7 | 8 | 9 | 10 | 11 | 12 | 13 | 14 | 15 | 16 | 17 | 18 | 19 | 20 | 21 | 22 | 23 | 24 | 25 | 26 | 27 | 28 | 29 | 30 |
| --------- | - | - | - | - | - | - | - | - | - | -- | -- | -- | -- | -- | -- | -- | -- | -- | -- | -- | -- | -- | -- | -- | -- | -- | -- | -- | -- | -- |
| Luogo     | T | C | T | C | T | T | C | T | C | C  | T  | C  | T  | C  | T  | C  | T  | C  | T  | C  | T  | C  | T  | C  | T  | C  | T  | C  | T  | C  |
| Risultato | V | V | N | P | V | P | V | P | N | N  | P  | P  | V  | P  | V  | N  | P  | P  | N  | P  | P  | N  | N  | P  | V  | V  | P  | N  | N  | V  |
| Posizione | 3 | 2 | 3 | 5 | 3 | 4 | 3 | 5 | 6 | 7  | 8  | 8  | 7  | 8  | 7  | 7  | 9  | 10 | 10 | 10 | 12 | 13 | 12 | 12 | 11 | 10 | 11 | 11 | 11 | 10 |

Fonte:  Eliteserien 2020, su altomfotball.no, Altomfotball. URL consultato il 30 agosto 2022 (archiviato dall'url originale il 20 settembre 2022).
Legenda:

Luogo: C = Casa; T = Trasferta. Risultato: V = Vittoria; N = Pareggio; P = Sconfitta.

### Statistiche dei giocatori
| Giocatore             | Eliteserien | Eliteserien | Eliteserien | Eliteserien | Coppa nazionale | Coppa nazionale | Coppa nazionale | Coppa nazionale | Coppe europee | Coppe europee | Coppe europee | Coppe europee | Altre coppe | Altre coppe | Altre coppe | Altre coppe | Totale   | Totale | Totale      | Totale     |
| Giocatore             | Presenze    | Reti        | Ammonizioni | Espulsioni  | Presenze        | Reti            | Ammonizioni     | Espulsioni      | Presenze      | Reti          | Ammonizioni   | Espulsioni    | Presenze    | Reti        | Ammonizioni | Espulsioni  | Presenze | Reti   | Ammonizioni | Espulsioni |
| --------------------- | ----------- | ----------- | ----------- | ----------- | --------------- | --------------- | --------------- | --------------- | ------------- | ------------- | ------------- | ------------- | ----------- | ----------- | ----------- | ----------- | -------- | ------ | ----------- | ---------- |
| B. Acosta             | 10          | 0           | 3           | 0           |                 |                 |                 |                 |               |               |               |               |             |             |             |             | 10       | 0      | 3           | 0          |
| A. Ahamada            | 10          | -15         | 1           | 0           |                 |                 |                 |                 |               |               |               |               |             |             |             |             | 10       | -15    | 1           | 0          |
| D. Bamba              | 30          | 10          | 2           | 0           |                 |                 |                 |                 |               |               |               |               |             |             |             |             | 30       | 10     | 2           | 0          |
| K. Barmen             | 26          | 3           | 4           | 0           |                 |                 |                 |                 |               |               |               |               |             |             |             |             | 26       | 3      | 4           | 0          |
| M. Berg Kvinge        | 2           | 0           | 0           | 0           |                 |                 |                 |                 |               |               |               |               |             |             |             |             | 2        | 0      | 0           | 0          |
| O. Blomberg           | 8           | 0           | 0           | 0           |                 |                 |                 |                 |               |               |               |               |             |             |             |             | 8        | 0      | 0           | 0          |
| C. Eggen Rismark      | 8           | 0           | 0           | 0           |                 |                 |                 |                 |               |               |               |               |             |             |             |             | 8        | 0      | 0           | 0          |
| S. Eide               | 1           | 0           | 0           | 0           |                 |                 |                 |                 |               |               |               |               |             |             |             |             | 1        | 0      | 0           | 0          |
| J. Fjóluson           | 11          | 0           | 2           | 0           |                 |                 |                 |                 |               |               |               |               |             |             |             |             | 11       | 0      | 2           | 0          |
| V. Forren             | 25          | 0           | 4           | 0           |                 |                 |                 |                 |               |               |               |               |             |             |             |             | 25       | 0      | 4           | 0          |
| T. Grøgaard           | 24          | 1           | 1           | 0           |                 |                 |                 |                 |               |               |               |               |             |             |             |             | 24       | 1      | 1           | 0          |
| F. Haugen             | 21          | 1           | 1           | 0           |                 |                 |                 |                 |               |               |               |               |             |             |             |             | 21       | 1      | 1           | 0          |
| E. Hustad             | 19          | 1           | 2           | 0           |                 |                 |                 |                 |               |               |               |               |             |             |             |             | 19       | 1      | 2           | 0          |
| H. Kjeilen Steinseide | 0           | 0           | 0           | 0           |                 |                 |                 |                 |               |               |               |               |             |             |             |             | 0        | 0      | 0           | 0          |
| O. Kolskogen          | 21          | 0           | 3           | 0           |                 |                 |                 |                 |               |               |               |               |             |             |             |             | 21       | 0      | 3           | 0          |
| G. Koomson            | 17          | 8           | 3           | 0           |                 |                 |                 |                 |               |               |               |               |             |             |             |             | 17       | 8      | 3           | 0          |
| R. Kristiansen        | 21          | 0           | 2           | 0           |                 |                 |                 |                 |               |               |               |               |             |             |             |             | 21       | 0      | 2           | 0          |
| M. Mehnert            | 7           | 0           | 0           | 0           |                 |                 |                 |                 |               |               |               |               |             |             |             |             | 7        | 0      | 0           | 0          |
| H. Ødemark            | 0           | 0           | 0           | 0           |                 |                 |                 |                 |               |               |               |               |             |             |             |             | 0        | 0      | 0           | 0          |
| M. Olsen Pettersen    | 3           | -6          | 0           | 0           |                 |                 |                 |                 |               |               |               |               |             |             |             |             | 3        | -6     | 0           | 0          |
| H. Opdal              | 17          | -28         | 1           | 0           |                 |                 |                 |                 |               |               |               |               |             |             |             |             | 17       | -28    | 1           | 0          |
| A. Ordagić            | 11          | 0           | 4           | 0           |                 |                 |                 |                 |               |               |               |               |             |             |             |             | 11       | 0      | 4           | 0          |
| E. Ottem              | 0           | 0           | 0           | 0           |                 |                 |                 |                 |               |               |               |               |             |             |             |             | 0        | 0      | 0           | 0          |
| D. Pedersen           | 19          | 2           | 3           | 0           |                 |                 |                 |                 |               |               |               |               |             |             |             |             | 19       | 2      | 3           | 0          |
| M. Rasmussen          | 8           | 0           | 0           | 0           |                 |                 |                 |                 |               |               |               |               |             |             |             |             | 8        | 0      | 0           | 0          |
| H. Ræstad             | 0           | 0           | 0           | 0           |                 |                 |                 |                 |               |               |               |               |             |             |             |             | 0        | 0      | 0           | 0          |
| H. Rinde              | 0           | 0           | 0           | 0           |                 |                 |                 |                 |               |               |               |               |             |             |             |             | 0        | 0      | 0           | 0          |
| G. Rólantsson         | 0           | 0           | 0           | 0           |                 |                 |                 |                 |               |               |               |               |             |             |             |             | 0        | 0      | 0           | 0          |
| V. Skeie              | 0           | 0           | 0           | 0           |                 |                 |                 |                 |               |               |               |               |             |             |             |             | 0        | 0      | 0           | 0          |
| P. Strand             | 30          | 5           | 3           | 0           |                 |                 |                 |                 |               |               |               |               |             |             |             |             | 30       | 5      | 3           | 0          |
| S. Svendsen           | 10          | 1           | 0           | 0           |                 |                 |                 |                 |               |               |               |               |             |             |             |             | 10       | 1      | 0           | 0          |
| R. Taylor             | 30          | 6           | 3           | 0           |                 |                 |                 |                 |               |               |               |               |             |             |             |             | 30       | 6      | 3           | 0          |
| T. Teniste            | 10          | 0           | 1           | 0           |                 |                 |                 |                 |               |               |               |               |             |             |             |             | 10       | 0      | 1           | 0          |
| J. Tveita             | 20          | 2           | 1           | 0           |                 |                 |                 |                 |               |               |               |               |             |             |             |             | 20       | 2      | 1           | 0          |